# 二番岩
二番岩（英語：Niban Rock），是南極洲的岩石，位於毛德皇后地的奧拉夫王子海岸，處於日出角西南面15公里，根據日本探險隊的測量和拍攝的空中照片繪入地圖，現時由南極條約體系管理。

## 外部連結
- 本条目引用的公有领域材料来自美国地质调查局的文档 《二番岩》 （資料來自地名信息系统）。

68°14′S 42°28′E / 68.233°S 42.467°E